# Duncannon
Duncannon (irisch Dún Canann) ist ein Dorf im County Wexford im Südosten der Republik Irland unmittelbar an der Irischen See. 2022 zählte die Ortschaft 281 Einwohner.

## Lage
Duncannon liegt etwa zwölf Kilometer ostsüdöstlich (Luftlinie) von Waterford auf der Hook-Halbinsel am „Ring of Hook“. Hier endet die R737. 

## Geschichte
Angeblich soll bereits im dritten Jahrhundert vor der Zeitrechnung eine Siedlung bestanden haben. Tatsächlich wurde die strategische Bedeutung Duncannons mit dem Duncannon Fort ab den Irischen Konföderationskriegen (1641–1652) von Relevanz. 1645 kam es zur Belagerung von Duncannon. Dabei sank das Flaggschiff Great Lewis mit mehr als 7000 Soldaten an Bord. Das Schiff wurde 1999 wieder entdeckt und 2004 geborgen. Weitere Belagerungen folgten 1649/650.
Duncannon blieb während der Rebellionen eine loyale Festung der Krone.

## Festivals
Im August findet jedes Jahr ein Sandburgenwettbewerb am Strand statt. Weitere Festivitäten betreffen das Krabbenfischen und das Kitesurfing.

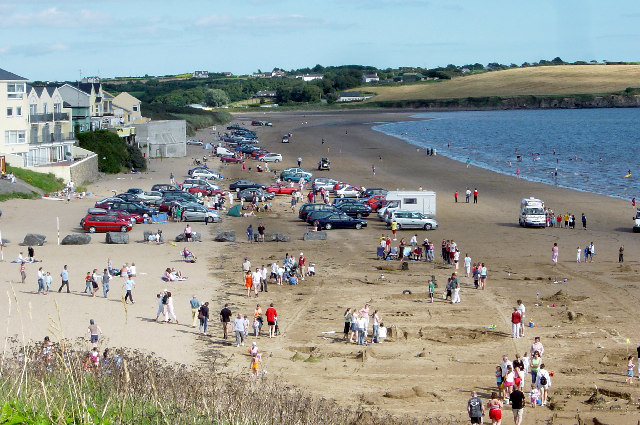
Strand von Duncannon

## Persönlichkeiten
- Francis Cromie (1882–1918), Politiker der Sinn Féin

## Sehenswürdigkeiten
- Duncannon Fort
- Leuchtturm, etwa ein Kilometer nördlich von Duncannon
- Martello-Turm
- Kirche Stella Maris